# Christofer Stevenson
Christofer Stevenson, nacido el 25 de abril de 1982 en Göteborg, es un ciclista profesional sueco miembro del equipo danés Concordia Forsikring-Riwal. 

## Palmarés
2004
- 3º en el Campeonato de Suecia en Ruta

2005
- Scandinavian Race
- 2.º en el Campeonato de Suecia en Ruta

2006
- 2.º en el Campeonato de Suecia en Ruta

2008
- Tour de Loir-et-Cher

2009
- 1 etapa del Tour de Olympia

2012
- Campeonato de Suecia en Ruta